# Scopula spataceata
Scopula spataceata är en fjärilsart som beskrevs av Giovanni Antonio Scopoli 1763. Scopula spataceata ingår i släktet Scopula och familjen mätare. Inga underarter finns listade.

## Bildgalleri

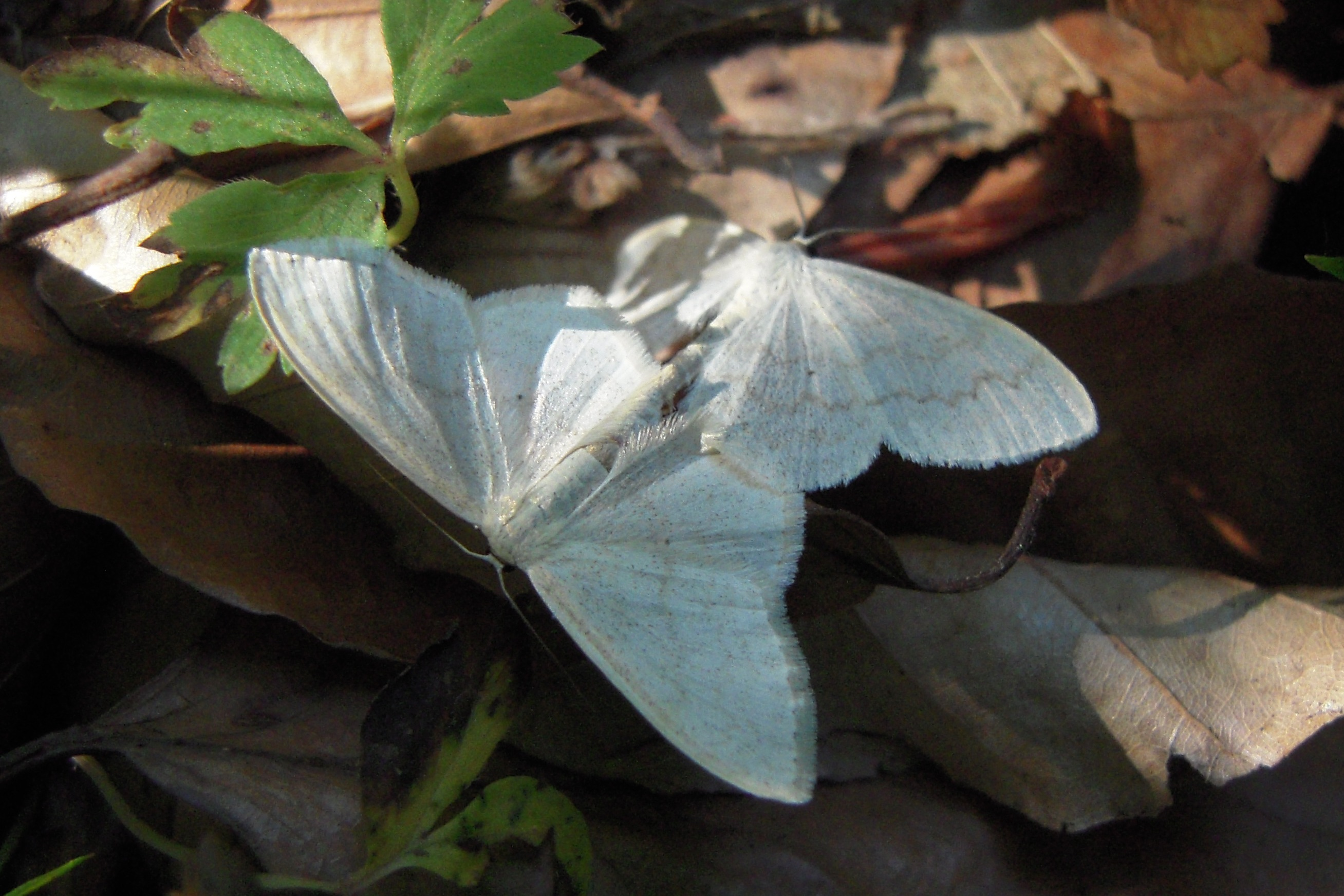